# Людиново
Людиново (рос. Людиново) — місто (з 1938 року) в Росії, адміністративний центр Людиновського району Калузької області, утворює міське поселення.
Населення — 39 239 чол. (2015).

## Географія
Місто розташоване на річці Неполоть (басейн Десни), за 151 км від Калуги, за 80 км від обласного центру Брянської області м. Брянська та на відстані 350 км від м. Москви.

## Історія
Вперше село Людиново Брянського повіту Ботоговської волості згадується в «Писарських (переписних) книгах» за 1626 рік, до складу якого входило «5 дворів селянських, 2 бобильських, 4 порожні двори», обнесені частоколом від нашестя лісових мешканців, що жили тут в достатку.
За однією з версій, назва міста походить від давньоруського імені «Людин», що означає простолюдин — селянин-ремісник, майстровий чоловік. За іншою версією, від словосполучення «Люди нові».
На початку XVIII століття уральським промисловцем Євдокимов Демидовим на річці Неполоть були побудовані 2 греблі і створені верхнє (Людиновське) і нижнє (Сукремльське) водосховище. В 1738 році на Сукремльському водосховищі був заснований чавуноливарний завод. В 1745 році на Людиновському водосховищі був побудований залізоробний завод (нині тепловозобудівний). В 1857—1858 роках на заводі вироблялися перші військові судна для Чорноморського флоту і річкові судна, в 1879 році створено перший в Російській імперії товарний паровоз. Найбільший розквіт промисловості припадає на 1875—1885 роки, коли у місті виконувалися великі урядові замовлення на паровози, вагони для залізниць.

## Природа

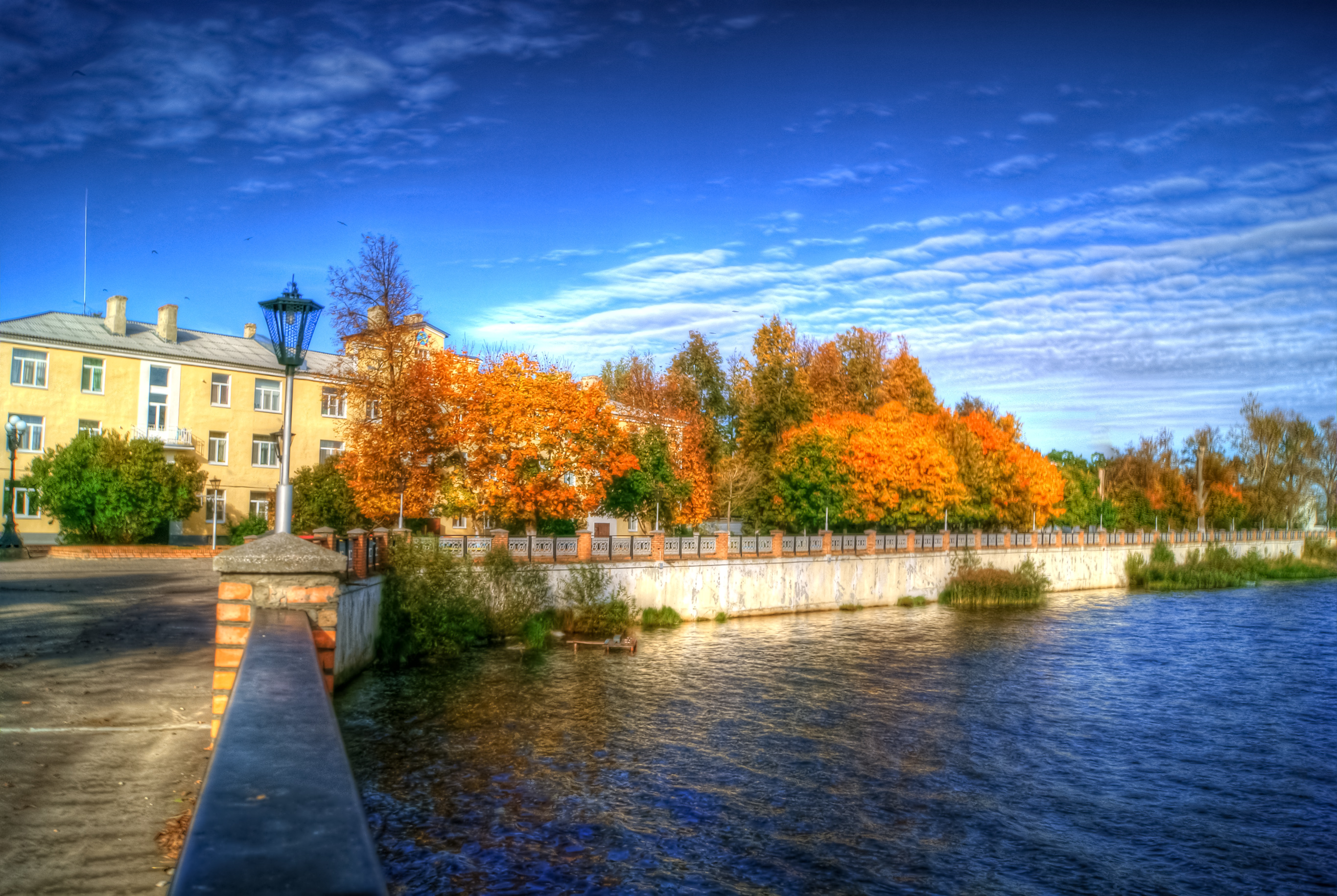
Набережна о. Ломпадь

Озеро Ломпадь, облямоване по берегах хвойним лісом, з огляду на рукотворність його походження називають також Людиновським водосховищем. З озера бере початок річка Неполоть. Всі ці води ділять місто надвоє — на східну і західну частину. В межах міста ширина озера доходить до півтора кілометра.
Озеро Ломпадь є одним з семи чудес Калузької області.
Із заходу до міста підходить річка Болва, що впадає біля Брянська в Десну. Майже повторюючи її вигини, а в двох місцях перетинаючи річку, тягнеться Людиново залізнична лінія Вязьма — Кіров — Брянськ.
Річкова мережа широко розвинена як на всій території Калузької області, так і в Людиновському районі. Річка Болва відноситься до дніпровського басейну, річка Жиздра — до волзького. Це одні з найбільших річок Калузької області. Всі вони характеризуються звивистим руслом, невеликим падінням, повільною течією.
З південного боку до складу міста входить робітниче селище Сукремль, там своє, Сукремльське водосховище, утворене греблею на річці, яка відділяє його від акваторії верхнього озера.

## Економіка
Основні галузі промисловості: чорна металургія (ВАТ «Кронтиф»), машинобудування (заводи: тепловозобудівний, агрегатний (гідро- і пневматика), машинобудівний (верстати, автоматизовані лінії, гідравлічні підйомники), виробництво кабелю (завод Людиновокабель)). Завод «Буддеталь». Фабрики: швейна, пластмас. Підприємства харчової промисловості, ліспромгосп. У районі виявлено родовища керамічних глин, пісків, фосфоритів

## Уродженці
- Волчков Василь Олексійович (1871—1921) — український народний скульптор, майстер художнього литва.
- Медников Єгор Єгорович (* 1949) — радянський та російський футболіст, воротар.